# 한국의 사상
한국의 사상은 한국인이 민족의 태동기 때부터 가지고 있는 사상을 말함인데 단군신화와도 연관되어 있는 신시(神市)의 시민의식(市民意識)의 바탕이 된 선민의식(選民意識)에서 홍익인간(弘益人間)이 내포하고 있는 인간애를 포함하고 있다. 후에 중국사상과 밀접하게 관계를 맺으면서 한국인에 맞게 재창조하는 길을 걸어왔다. 그러다가 민족의 주체적 자각을 통하여 사상적 독립을 천명한 것은 '실사구시(實事求是)'의 실학(實學)과 '인내천(人乃天)'의 동학(東學) 종교에 이르러서였다고 보는 견해가 있는데 한국사상은 민족주의적이면서 호국사상(護國思想)의 특징을 가지고 있고 범신론적(汎神論的) 자연관을 가졌으며 온정적(溫情的)이고 예술적인 성격이 농후하였고 외부 사상의 수용태도에 있어 개방성과 보수성이라는 일견 모순적인 특징을 가지고 있다고 보는 것이다. 그러나 단군신화를 부정하는 사상적 결함에서는 정체성이 모호할 수 있다. 이것이 홍익인간(弘益人間)이 한국인의 사상에 근본이 되어야 하는 이유이다.

## 참고 문헌
- 이 문서에는 다음커뮤니케이션(현 카카오)에서 GFDL 또는 CC-SA 라이선스로 배포한 글로벌 세계대백과사전의 내용을 기초로 작성된 글이 포함되어 있습니다.